# 日光角化症
日光角化症（にっこうかくかしょう、英語: solar keratosis、ICD10コード L57.0）とは、メラノーマと基底細胞癌を除く皮膚癌（扁平上皮癌または有棘細胞癌）の前癌病変である。ただ、皮膚癌の前駆病変とは言え、実際に上皮内癌や浸潤癌に発展する確率は、数パーセントに留まる。なお、光線角化症（こうせんかくかしょう、actinic keratosis）、老人性角化症（ろうじんせいかくかしょう、senile keratosis）、老人性角化腫とも呼ばれる。
慢性的な紫外線の曝露により誘発される皮膚病変であり、日光の曝露を受け易い顔面，耳介，前腕，手背部の皮膚に好発する。急性日光曝露による日焼け(sunburn)とは異なり、年余に渡る慢性的な紫外線曝露が原因でDNA変異が生じて発症する。
地球の地上付近においては、太陽光に含まれる紫外線の中でも、波長280 nmから320 nmのUV-B領域の紫外線が、表皮細胞のDNA損傷をもたらす。近年、環境問題として世界的な話題となっているオゾン層の破壊による紫外線量の増加と皮膚癌との関係が、益々重要視されてきている。

## 疫学
患者の年齢は、中高年層がほとんどである。性差は見られないものの、やや男性に多い。白色人種に比べて黒色人種、黄色人種では有病率は低い。日焼けした際に、肌に紅斑を生じ易いヒトの方が、褐色変化するヒトよりも日光角化症を発症し易い。日本人での有病率は、環境省が毎年発行している「オゾン層等の監視結果に関する年次報告書」の中の参考資料「太陽紫外光の影響」の項に、具体的で詳細な記述が記載されている（）。それによれば日光角化症は、日本の26箇所の大学病院の受診調査で、1980年代より90年代の方が84%増加していた。また、兵庫県と沖縄県の特定地域での皮膚癌検診の結果によると、日光角化症の有病率は兵庫県（1992-1997 年）が人口10万人当たり203人、沖縄県（1993-1998年）が842人であった。年間UV-B量が約2倍の沖縄が約4倍高い有病率を示したと報告されている。

## 症状
平坦な角化を伴う皮疹である。通常は大きさ数mmから最大でも2 cm程度で、表面がざらざらした斑状病変であり、紅桃色や褐色または肉色を呈する。通常、病変は顔面、耳介周辺、手背部、前腕に生じる。単発病変の場合も有るが、複数の病変が同時性または異時性に発生する症例も見られる。軽度の痒みを訴える症例も存在するが、皮疹以外に自覚症状を来たす症例は稀である。場合によっては鶏冠（とさか）状の角化物が堆積する事例も見られ、そのような状態は「皮角」と呼ばれる。病変は自然消退する場合も有れば、同じ部位や別の部位に再発する場合も有る。
前癌病変とは言え、自然消退する傾向も見られ、実際に扁平上皮癌にまで発展する病変はそれほど高頻度ではない。高齢者に多い皮膚の病変であり、整容的な問題を生じない限り医療機関を受診する機会は多くない。しかし日光角化症は、稀にガン化し得るため、皮膚科専門医による定期的なチェックに委ねるべき病変である。

## 病理組織学的特徴

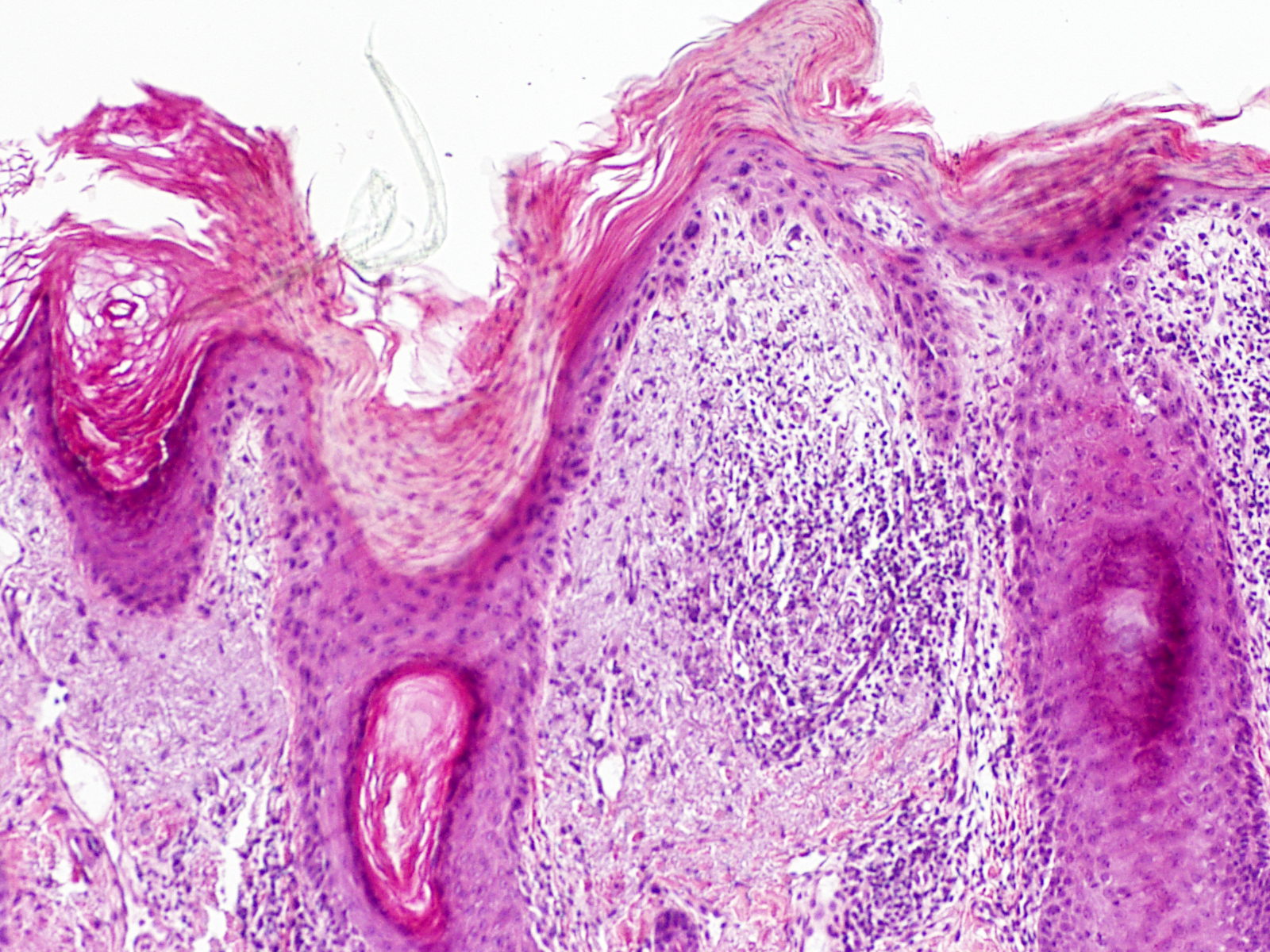
萎縮性日光角化症

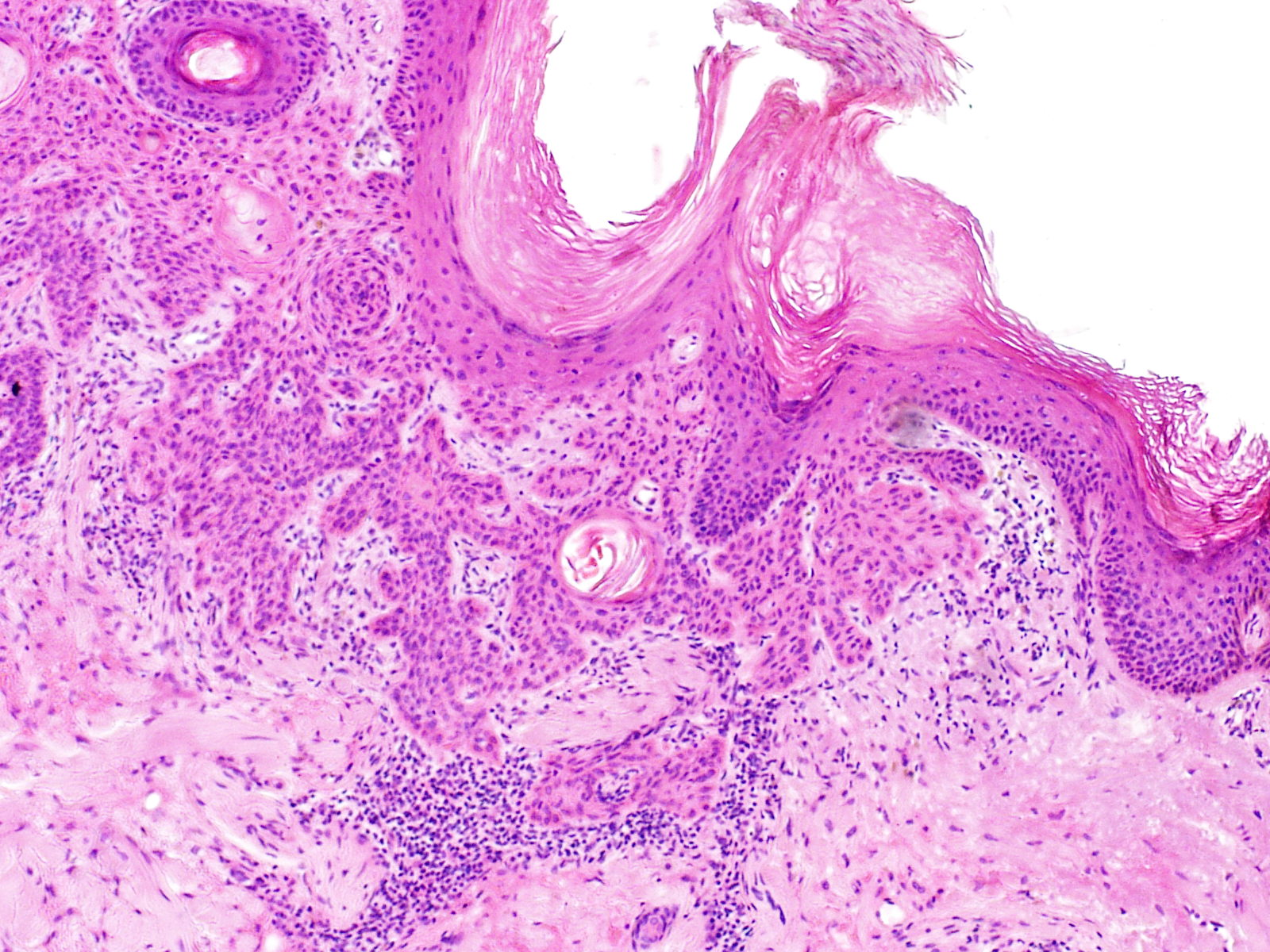
肥厚性日光角化症

病理検査に提出される検体の多くは、皮膚病変の一部をパンチバイオプシーした小片である。
病理組織学的には、日光角化症の病態は表皮の異形成である。角化層の肥厚、不全角化、顆粒細胞層の菲薄化、表皮基底層から有棘細胞層中層に異型表皮細胞の出現が認められる。異型細胞は核の腫大、クロマチンパターンの粗網化、孤細胞核化を示す。核分裂像もしばしば観察される。ボーエン病に比較して核異型や核形態の多態性は顕著でない。真皮にはリンパ球、組織球など単核細胞の浸潤が見られ、弾性線維の増生が認められる。特に萎縮型日光角化症で顕著である。
組織所見に基づき日光角化症を亜型分類する試みも為され、萎縮性，ボーエン病様，棘融解性，肥厚性，色素性に分類されている。この分類法は鑑別疾患を考える上で、参考になるとも言われる。一方で「各亜型に予後的な差は無いので、亜型分類は無意味」とする反論も存在する。

## 鑑別疾患リスト
平坦隆起性病変ではボーエン病（表皮内扁平上皮癌）、皮角形成を示す病変では脂漏性角化症、色素性病変では、基底細胞癌との鑑別を要する。実践的にはボーエン病との鑑別に尽きる。
- ボーエン病（Bowen disease）
- 脂漏性角化症 (seborrheic keratosis)
- 基底細胞癌 (basal cell carcinoma)
- 円板状エリテマトーデス (discoid lupus erythematosus)

## 治療
保存的な治療が優先される。治療は液体窒素によるクライオサージャリー、または5-fluorouracil (5-FU) 軟膏による局所治療が一般的である。病変部の外科的切除は整容的な目的、またはボーエン病との鑑別が困難な症例が対象となる。新たな治療の試みとして光線力学療法などが試行段階から実践的治療に応用されつつある。

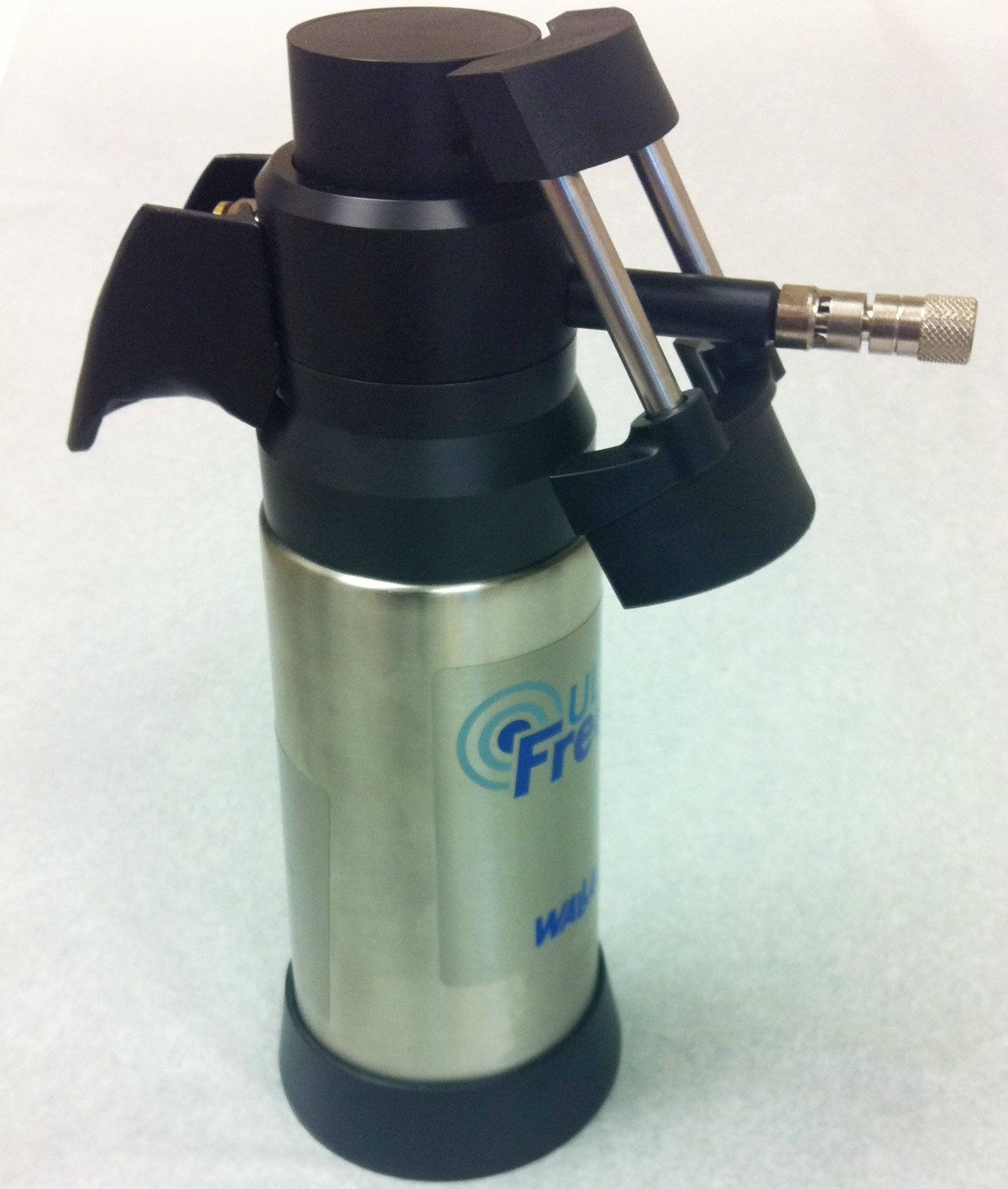
日光角化症の治療に用いられるクライオサージェリー機器

- インゲノール メブテート 0.05%（胴および四肢）、0.015%（顔および頭皮）ゲル。治療期間は0.05%ゲルが2日間、0.015%ゲルが3日間[2]。
- ジクロフェナクナトリウム 3%ゲル（非ステロイド性抗炎症薬）[3]。推奨治療期間は60から90日間。
- クライオサージェリー（英語版）。液体窒素用いる凍結手術。
- 5-フルオロウラシル（化学療法剤）。この薬剤を含むクリームは、日光角化症に炎症を引き起こし、その後に病変が剥がれ落ちる。
- 光線力学療法[4]。この新しい治療法は、病変の光に対する感受性を高めるための化学物質を血流に注入する[5]。
- レーザー、特にCO2およびEr:YAGレーザー（英語版）。レーザー・リサーフェシング技術は広範性の日光角化症に対してしばしば用いられる。
- 電気焼灼（英語版）。電気によって日光角化症を焼き取る。
- イミキモド[6]。局所的治療のための免疫増強剤。
- 外科手術

90名でのランダム化比較試験では、アダパレン（ビタミンA誘導体）が光線角化症を減少させ、0.1%濃度の製品より0.3%の濃度の方が減少数は多かったとする報告が存在する。

## 予後
日光角化症そのものは生命予後に無関係である。メラノーマと基底細胞癌を除く皮膚の扁平上皮癌（有棘細胞癌）への進展は10%以下である。